# EchoStar 24
EchoStar 24 (auch Jupiter 3) ist ein kommerzieller Kommunikationssatellit des US-amerikanischen Unternehmens EchoStar. Er wurde am 29. Juli 2023 um 03:04 Uhr UTC mit einer Falcon Heavy-Trägerrakete vom Raketenstartplatz KSC 39A in eine geostationäre Umlaufbahn gebracht.
Der dreiachsenstabilisierte Satellit ist mit Ka-Band-Transpondern und zusätzlich Q- und V-Band für Gateways ausgerüstet und soll von der Position 95° West aus Nord- und Südamerika, Kanada und Mexiko mit Telekommunikationsdienstleistungen durch das Hughes Network Systems versorgen. Er besitzt eine Übertragungskapazität von 500 Gigabit pro Sekunde und ist mit einer Startmasse von 9,2 t der bisher schwerste gestartete geostationäre Satellit. Er wurde auf Basis des Satellitenbusses SSL-1300 von Maxar gebaut und hat eine geplante Lebensdauer von 20 Jahren.
Der Satellit ging im Dezember 2023 in Betrieb.